# Heinz-Martin Benecke

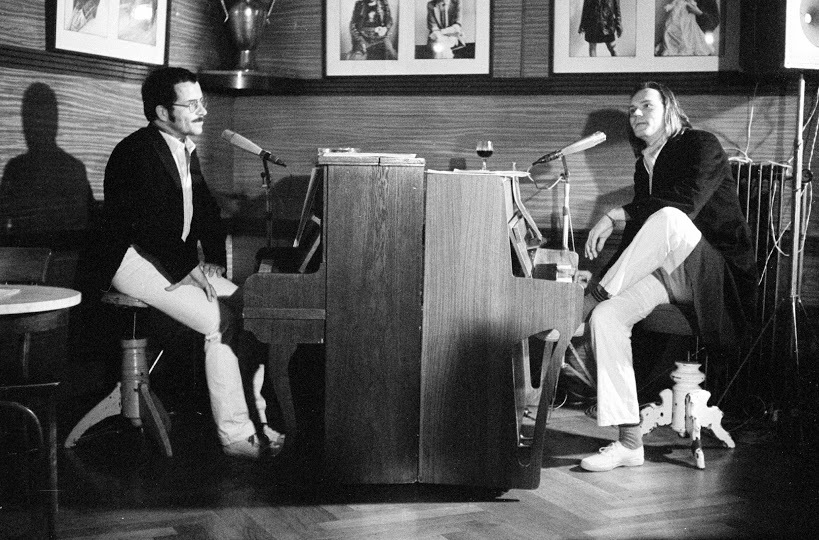
Heinz-Martin Benecke und Hubertus Schmidt; Programm: "Dur oder Moll"; Foto: Szenefotograf Jochen Janus

Heinz-Martin Benecke (* 1938 in Leipzig) ist ein deutscher Singer-Songwriter,  Schauspieler, Maschinensetzer und Autor.

## Leben
Benecke studierte drei Jahre Journalistik und wurde 1961 als Mitglied des satirischen Kabaretts der Karl-Marx-Universität Leipzig „Rat der Spötter“ verhaftet. Neun Monate befand er sich wegen „konterrevolutionärer“ Hetze im Gefängnis. Nach seiner „Rehabilitation“ wurde er Maschinensetzer und studierte schließlich an der Theaterhochschule "Hans Otto" Leipzig. Sein Studium schloss er mit Auszeichnung ab. Benecke arbeitete die folgenden 17 Jahre als Schauspieler am Leipziger Theater. Ab 1983 war er als Liedermacher und Rezitator aktiv. Es folgten Musikproduktionen beim Rundfunk sowie zehn Jahre lang die freie Mitarbeit beim MDR Kultur und andere musikalisch-literarische Projekte. Benecke gehört zur Leipziger Liederszene.

## Musikalisches Wirken
- Libretti zu drei Musicals nach H.C. Andersen: Der Soldat und das Feuerzeug (Musik Thomas Bürkholz; verlegt bei Schott Music)
- Lach, Du lieber Augustin (Der Schweinehirt; Musik Harald Lorscheider, Uraufführung 1990 Theater Gera)
- Text und Musik zu Die Kleine Kleine Meerjungfrau – Das coole Weib (HörBuch; verlegt 2010 bei Monarda Publishing House)
- CD Feuer-Salamander (Löwenzahn, Leipzig)
- CD Die Torgauer Brücke
- Liederprogramme „Man lebt nur zigmal“ und „Podelwitzer Lullaby“
- Konzert-Abende mit Stephan König
- musikalisch literarische Improvisationen (Seins Kunst/Peter Gosse und Angesichte/Jayne-Ann Igel)
- Zusammenarbeit mit den Vokalensembles Chordae Felicae sowie NOBILES und Sjaella Leipzig
- 3 Titel auf „Kleeblatt“ Nr. 12, 1984, Amiga 856066
- L.E.IPZIGER LIEDERSZENE der 1980er Jahre, CD/DVD und Buch. Beteiligung. Hg./Red.: Hubertus Schmidt, Jürgen B. Wolff, Uli Doberenz, Dieter Kalka. Loewenzahn/RUM Records. Leipzig 2018. EAN 4-021955-401816

## Filmografie
- 1969: Drei von der K: Ein merkwürdiger Fall (Fernsehserie)
- 1972: Lützower
- 1973: Du und ich und Klein-Paris
- 1976: Polizeiruf 110: Reklamierte Rosen (Fernsehreihe)
- 1979: Karl Marx: Die jungen Jahre
- 1984: Die Hupe im Kirschbaum (Fernsehfilm)

## Hörspiele
- 1970: Hans-Ulrich Lüdemann: Prozeß ohne Urteil (Pater Bartholomäus) – Regie: Helmut Hellstorff (Hörspiel – Rundfunk der DDR)

## Auszeichnungen
- Bronzener Lorbeer des Fernsehens der DDR zu den Tagen des Chansons 1983
- Kleinkunstpreis Leipzig 1986
- Das Eiserne Rapunzel 2000 („Chanson-Café L.E.“)